# Justin Florek
Justin Jacob Florek (* 18. Mai 1990 in Marquette, Michigan) ist ein US-amerikanischer Eishockeyspieler, der zuletzt bis zum Ende der Saison 2023/24 bei den Dresdner Eislöwen aus der DEL2 unter Vertrag gestanden und dort auf der Position des linken Flügelstürmers gespielt hat. Zuvor absolvierte Florek unter anderem zwei Spielzeiten bei den Iserlohn Roosters in der Deutschen Eishockey Liga (DEL) und war in zehn Partien für die Boston Bruins aus der National Hockey League (NHL) aktiv.

## Karriere

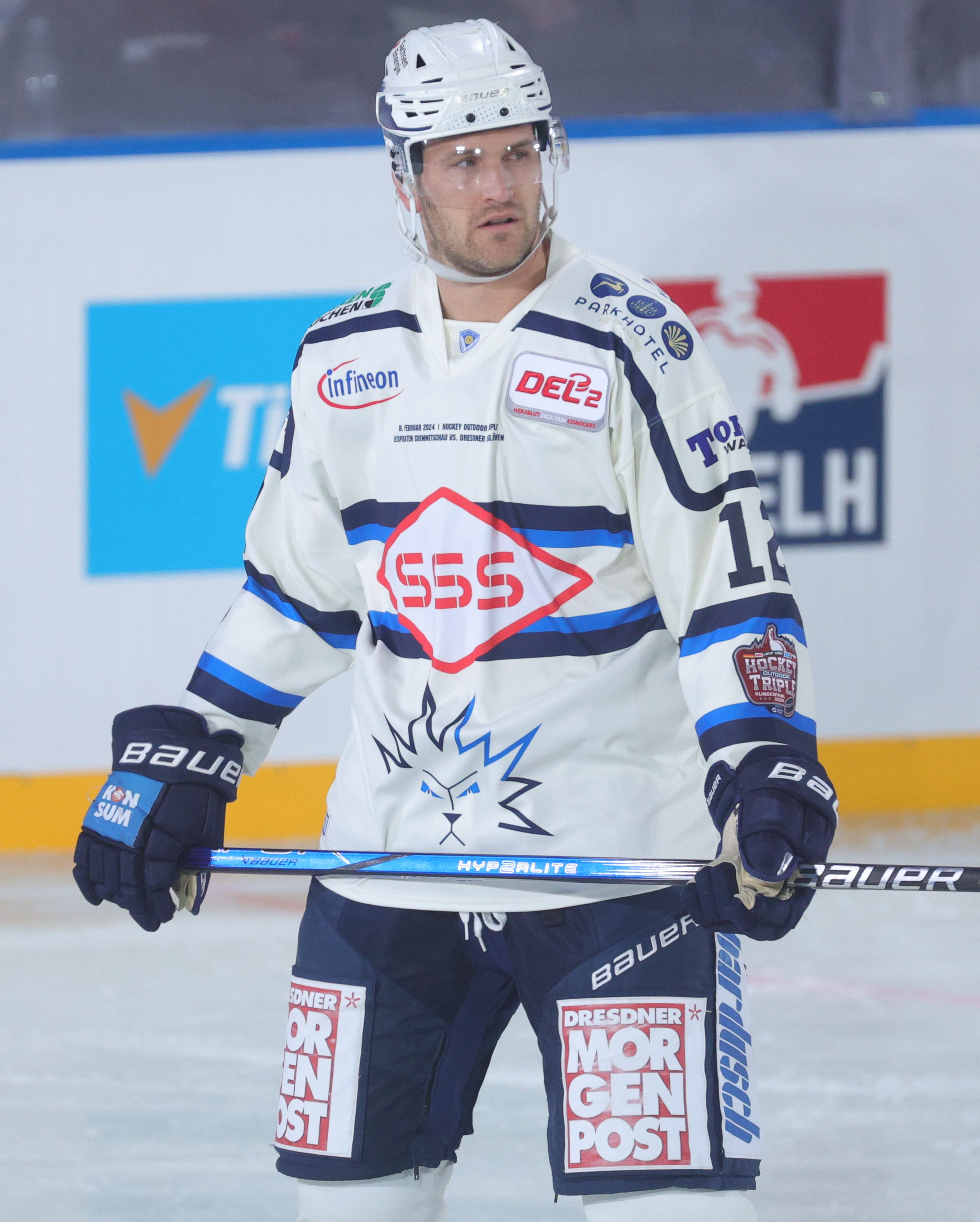
Florek im Trikot der Dresdner Eislöwen (2024)

Justin Florek begann in seiner Heimatstadt Marquette mit dem Eishockeyspielen und spielte dort für verschiedene Nachwuchsmannschaften. Zur Saison 2006/07 wechselte er für zwei Jahre ins USA Hockey National Team Development Program. Dort spielte er in der North American Hockey League (NAHL) und erzielte in 66 Spielen 30 Scorerpunkte. In weiteren Spielen außerhalb des Ligabetriebs konnte Florek in 109 Spielen 41 Scorerpunkte verbuchen. Im Sommer 2008 begann er ein Studium an der Northern Michigan University und spielte für das dortige Eishockeyteam Northern Michigan Wildcats in der Central Collegiate Hockey Association (CCHA). In seinem ersten Jahr erzielte er 17 Scorerpunkte und war damit erfolgreichster Rookie seines Teams. In der Saison 2009/10 konnte Florek seine Punkte mehr als verdoppeln und unterlag mit seiner Mannschaft der University of Michigan im Finale um die Meisterschaft der CCHA mit 1:2. Dennoch qualifizierten sich die Wildcats für die NCAA-Serie um die landesweite Meisterschaft, in der man nach zweifacher Verlängerung im ersten Spiel gegen die St. Cloud State University ausschied. Beim NHL Entry Draft 2010 wählten ihn die Boston Bruins aus der National Hockey League (NHL) in der fünften Runde an 135. Stelle aus. In seinem dritten Jahr war Florek Assistenzkapitän und wurde ein Jahr später zum Kapitän seiner Mannschaft ernannt. Nach guten Leistungen in der Spielzeit 2011/12 wurde er in das CCHA Second All-Star Team gewählt.
Nach dem Ende der CCHA-Saison unterschrieb Florek am 25. März 2012 einen Entry Level Contract bei den Boston Bruins und gab zum Ende der Saison 2011/12 sein Profidebüt bei den Providence Bruins in der American Hockey League (AHL). Das folgende Jahr spielte er vollständig in der AHL und kam auf insgesamt 30 Punkte in 83 Spielen. Auch die Saison 2013/14 begann Florek zunächst bei den Providence Bruins. Am 4. Januar 2014 gab er schließlich sein Debüt in der NHL für die Boston Bruins im Spiel gegen die Winnipeg Jets. Fünf Tage später erzielte er gegen die Los Angeles Kings sein erstes NHL-Tor. Nachdem er zunächst wieder in die AHL geschickt worden war, berief ihn Boston zu Beginn der Stanley-Cup-Playoffs 2014 wieder in den NHL-Kader. Der Stürmer spielte sechs Partien und schoss am 20. April 2014 sein erstes NHL-Playoff-Tor gegen die Detroit Red Wings. Im Juli 2014 verlängerten die Bruins seinen Vertrag um ein Jahr, setzten ihn aber in der Spielzeit 2014/15 ausschließlich in der AHL ein. Für das folgende Spieljahr unterschrieb Florek einen Vertrag bei den New York Islanders, die ihn aber ebenfalls nur in der AHL bei den Bridgeport Sound Tigers einsetzten. Nach der Saison erhielt der US-Amerikaner kein Angebot von einem NHL-Team und unterschrieb kurz vor Saisonbeginn beim AHL-Team Milwaukee Admirals.
Zur Saison 2017/18 entschied sich Florek zu einem Wechsel nach Europa und unterschrieb am 19. Mai 2017 bei den Iserlohn Roosters aus der Deutschen Eishockey Liga (DEL). In der Saison 2018/19 war er Mannschaftskapitän bei den Roosters. Nach zwei Jahren in Iserlohn wechselte er für eine Spielzeit zum EHC Black Wings Linz in die österreichische Erste Bank Eishockey Liga (EBEL). Anschließend kehrte der Angreifer wieder in die Vereinigten Staaten zurück, wo er die folgenden drei Jahre bei den South Carolina Stingrays in der ECHL verbrachte. Nachdem er dort bis zum Sommer 2023 aktiv gewesen war, blieb er bis zum Jahresbeginn 2024 ohne neuen Arbeitgeber, ehe ihn die Dresdner Eislöwen aus der DEL2 verpflichteten. Nach dem Klassenerhalt verließ Florek den Klub nach der Saison 2023/24.

### International
Florek spielte bei der U18-Junioren-Weltmeisterschaft 2008 für die US-amerikanische Nationalmannschaft und gewann die Bronzemedaille. In sieben Spielen erzielte er dabei drei Tore.

## Erfolge und Auszeichnungen
- 2008 Bronzemedaille bei der U18-Junioren-Weltmeisterschaft
- 2012 CCHA Second All-Star Team

## Karrierestatistik
Stand: Ende der Saison 2023/24

### International
Vertrat die USA bei:
- U18-Junioren-Weltmeisterschaft 2008

(Legende zur Spielerstatistik: Sp oder GP = absolvierte Spiele; T oder G = erzielte Tore; V oder A = erzielte Assists; Pkt oder Pts = erzielte Scorerpunkte; SM oder PIM = erhaltene Strafminuten; +/− = Plus/Minus-Bilanz; PP = erzielte Überzahltore; SH = erzielte Unterzahltore; GW = erzielte Siegtore; 1 Play-downs/Relegation; Kursiv: Statistik nicht vollständig)